# Ingra Lyberato
Ingra de Souza Liberato (Salvador, Bahía, 21 de septiembre de 1966) es una actriz brasileña.

## Carrera
Hija de cineastas, Ingra inició en la actuación a los siete años, interpretando a una sirena en el cortometraje Ementário (1973), dirigido por su padre Chico Liberato con guion de su madre Alba Liberato.
Trabajó en telenovelas exitosas producidas por Rede Manchete, como Pantanal y A História de Ana Raio e Zé Trovão. En 2002 se mudó a Porto Alegre. Estuvo casada por cinco años con el director Jayme Monjardim y por once años con el músico Duca Leindecker. En 2007 recibió un premio en el Festival de Cine de Gramado a mejor actriz por su actuación en la película Valsa para Bruno Stein.

## Filmografía

### Televisión
| Año  | Título                             | Rol                     | Notas                    |
| ---- | ---------------------------------- | ----------------------- | ------------------------ |
| 1989 | Pacto de Sangue                    |                         |                          |
| 1989 | Tieta                              | Tonha (joven)           |                          |
| 1989 | Top Model                          | Modelo                  |                          |
| 1990 | Pantanal                           | Madeleine               |                          |
| 1990 | O Canto das Sereias                | Teoxíope                |                          |
| 1990 | Meu Bem, Meu Mal                   | Suelen                  |                          |
| 1990 | A História de Ana Raio e Zé Trovão | Ana Raio                |                          |
| 1994 | Cuatro por Cuatro                  | Rosa                    |                          |
| 1995 | Decadência                         | Rafaela Couto Neves     |                          |
| 1996 | Você Decide                        |                         | Episodio: "Véu de Noiva" |
| 1997 | La indomable                       | Paraguaia               |                          |
| 1999 | Louca Paixão                       | Soninha 38              |                          |
| 2002 | El clon                            | Amina                   |                          |
| 2004 | Segredo                            | Isabel                  |                          |
| 2005 | Esas mujeres                       | Marli Lemos             |                          |
| 2008 | The Mutants: Pathways of the Heart | Sibila                  |                          |
| 2009 | Parada 90                          | Teca                    |                          |
| 2011 | Fora do Ar                         | Leila Dias              |                          |
| 2012 | La vida sigue                      | Productora              |                          |
| 2012 | Los tramposos                      | Celina Fortunato Corrêa |                          |
| 2014 | Oxigênio                           | Marta                   |                          |
| 2015 | Kalanga: Cidade das Bicicletas     | Helena / Lúcia          |                          |
| 2017 | Perrengue                          | Paloma Prado            |                          |
| 2018 | Nuevo Sol                          | Fátima Garcia           |                          |
| 2018 | Chuteira Preta                     | Carmen                  |                          |
| 2021 | Génesis                            | Lea                     | Fase: Jacob              |
| 2022 | Pantanal                           | Invitada De Matrimonio  | Episodio 7 De Octubre    |

### Cinema
| Año  | Trabajo                 | Papel                  |
| ---- | ----------------------- | ---------------------- |
| 1973 | Ementário               | Sereia                 |
| 1997 | O Cangaceiro            | Olívia                 |
| 1999 | Dois Córregos           | Teresa                 |
| 2000 | Eu não Conhecia Tururu  | Isabel                 |
| 2000 | Você Sabe Quem          | (corto-metraje)        |
| 2001 | 3 Histórias da Bahia    | enviada do diabo       |
| 2001 | Sonhos Tropicais        | Emília                 |
| 2001 | Cine Paixão             | (corto-metraje)        |
| 2003 | O General               | Bailarina              |
| 2005 | As Vidas de Maria       | Maria                  |
| 2007 | Valsa para Bruno Stein  | Valéria                |
| 2007 | Chá de Frutas Vermelhas | (corto-metraje)        |
| 2008 | Sonho Lúcido            | varios personajes      |
| 2010 | A Casa Verde            |                        |
| 2011 | O Carteiro              | Natalina               |
| 2011 | Contos Gauchescos       |                        |
| 2013 | Ensaio                  | Ana                    |
| 2014 | Ritos de Passagem       | Maria Bonita (voz)     |
| 2014 | Catarse                 | Lúcia (curta-metragem) |
| 2015 | #garotas: O Filme       | Suzana                 |
| 2015 | Bem Casados             | cerimonialista         |
| 2016 | Going to Brazil         | Brigitte               |
| 2021 | Nina                    | Madre de Nina          |
| 2022 | A Espera de Liz         | Diana                  |
| 2022 | Além de Nós             | Adélia                 |